# Dendropanax
Genre
Dendropanax est un genre de plantes à fleurs de la famille des Araliaceae.

## Liste d'espèces
Selon Catalogue of Life (22 avril 2019) :
- Dendropanax alberti-smithii Nevling
- Dendropanax amorimii Fiaschi
- Dendropanax amplifolius (I.M.Johnst.) Frodin
- Dendropanax arboreus (L.) Decne. & Planch.
- Dendropanax australis Fiaschi & Jung-Mend.
- Dendropanax bahiensis Fiaschi
- Dendropanax bilocularis C.N.Ho
- Dendropanax blakeanus Britton
- Dendropanax bolivianus Gand.
- Dendropanax borneensis (Philipson) Merr.
- Dendropanax bracteatus M.J.Cannon & Cannon
- Dendropanax brasiliensis (Seem.) Frodin
- Dendropanax brevistylus Ling
- Dendropanax burmanicus Merr.
- Dendropanax caloneurus (Harms) Merr.
- Dendropanax capillaris M.J.Cannon & Cannon
- Dendropanax caucanus (Harms) Harms
- Dendropanax caudatus Fiaschi
- Dendropanax chevalieri (R.Vig.) Merr.
- Dendropanax confertus H.L.Li
- Dendropanax cordifolius Britton
- Dendropanax crassifolius Y.F.Deng & H.Peng
- Dendropanax cuneatus (DC.) Decne. & Planch.
- Dendropanax cuneifolius (C.Wright ex Griseb.) Seem.
- Dendropanax dariensis Seem.
- Dendropanax denticulatus Fiaschi
- Dendropanax dentiger (Harms) Merr.
- Dendropanax exilis (Toledo) S.L.Jung
- Dendropanax fendleri Seem.
- Dendropanax filipes Britton
- Dendropanax fluminensis Fiaschi
- Dendropanax geniculatus Fiaschi
- Dendropanax glaberrimus Cuatrec.
- Dendropanax globosus M.J.Cannon & Cannon
- Dendropanax gonatopodus (Donn.Sm.) A.C.Sm.
- Dendropanax gracilis C.J.Tseng & G.Hoo
- Dendropanax grandiflorus Britton
- Dendropanax grandis Britton
- Dendropanax hainanensis (Merr. & Chun) Chun
- Dendropanax heterophyllus (Marchal) Frodin
- Dendropanax hoi C.B.Shang
- Dendropanax hondurensis M.J.Cannon & Cannon
- Dendropanax inflatus H.L.Li
- Dendropanax kwangsiensis H.L.Li
- Dendropanax lancifolius (Ridl.) Ridl.
- Dendropanax langbianensis C.B.Shang
- Dendropanax langsdorfii (Marchal) Frodin
- Dendropanax larensis Steyerm.
- Dendropanax latilobus M.J.Cannon & Cannon
- Dendropanax laurifolius (Marchal ex Urb.) R.C.Schneid.
- Dendropanax lehmannii (Harms) Harms
- Dendropanax leptopodus (Donn.Sm.) A.C.Sm.
- Dendropanax macrocarpus Cuatrec.
- Dendropanax macrophyllus Cuatrec.
- Dendropanax macropodus (Harms) Harms
- Dendropanax maingayi King
- Dendropanax marginiferus (Harms) Harms
- Dendropanax maritimus M.J.Cannon & Cannon
- Dendropanax monogynus (Vell.) Seem.
- Dendropanax neblinae Maguire, Steyerm. & Frodin
- Dendropanax nebulosus Fiaschi & Jung-Mend.
- Dendropanax nervosus (Urb. & Ekman) A.C.Sm.
- Dendropanax nutans (Sw.) Decne. & Planch.
- Dendropanax oblanceatus Proctor
- Dendropanax oblongifolius Rusby
- Dendropanax oliganthus (A.C.Sm.) A.C.Sm.
- Dendropanax oligodontus Merr. & Chun
- Dendropanax pachypedunculatus Idarraga & Lowry
- Dendropanax pachypodus Cuatrec.
- Dendropanax pallidus M.J.Cannon & Cannon
- Dendropanax palustris (Ducke) Harms
- Dendropanax panamensis M.J.Cannon & Cannon
- Dendropanax parvifloroides C.N.Ho
- Dendropanax pendulus (Sw.) Decne. & Planch.
- Dendropanax poilanei Bui
- Dendropanax populifolius (Marchal) A.C.Sm.
- Dendropanax praestans Standl.
- Dendropanax productus H.L.Li
- Dendropanax proteus (Champ. ex Benth.) Benth.
- Dendropanax pruinosus (Taub.) Fiaschi & Frodin
- Dendropanax punctatus M.J.Cannon & Cannon
- Dendropanax querceti Donn.Sm.
- Dendropanax ravenii M.J.Cannon & Cannon
- Dendropanax resinosus (Marchal) Frodin
- Dendropanax selleanus (Urb. & Ekman) A.C.Sm.
- Dendropanax sessiliflorus (Standl. & A.C.Sm.) A.C.Sm.
- Dendropanax siamensis (Craib) Merr.
- Dendropanax simplicifolius (Hoehne) Fiaschi & Frodin
- Dendropanax stellatus H.L.Li
- Dendropanax swartzii (Fawc. & Rendle) A.C.Sm.
- Dendropanax tessmannii (Harms) Harms
- Dendropanax trifidus (Thunb.) Makino ex H.Hara
- Dendropanax trilobus (Gardner) Seem.
- Dendropanax umbellatus (Ruiz & Pav.) J.F.Macbr.
- Dendropanax venosus Merr.
- Dendropanax weberbaueri (Harms) Harms
- Dendropanax williamsii (Harms) Harms
- Dendropanax yunnanensis C.J.Tseng & G.Hoo

Selon World Checklist of Selected Plant Families (WCSP) (22 avril 2019) :
- Dendropanax alberti-smithii Nevling (1959)
- Dendropanax amorimii Fiaschi (2005)
- Dendropanax amplifolius (I.M.Johnst.) Frodin (2003 publ. 2004)
- Dendropanax arboreus (L.) Decne. & Planch., Rev. Hort. (Paris), sér. 4 (1854)
- Dendropanax australis Fiaschi & Jung-Mend. (2006)
- Dendropanax bahiensis Fiaschi (2005)
- Dendropanax bilocularis C.N.Ho (1952)
- Dendropanax blakeanus Britton (1912)
- Dendropanax bolivianus Gand. (1918)
- Dendropanax borneensis (Philipson) Merr. (1941)
- Dendropanax bracteatus M.J.Cannon & Cannon, Bull. Brit. Mus. (Nat. Hist.) (1989)
- Dendropanax brasiliensis (Seem.) Frodin (2003 publ. 2004)
- Dendropanax brevistylus Ling (1951)
- Dendropanax burmanicus Merr. (1941)
- Dendropanax caloneurus (Harms) Merr. (1941)
- Dendropanax capillaris M.J.Cannon & Cannon, Bull. Brit. Mus. (Nat. Hist.) (1989)
- Dendropanax caucanus (Harms) Harms (1942)
- Dendropanax caudatus Fiaschi (2006)
- Dendropanax chevalieri (R.Vig.) Merr. (1938)
- Dendropanax confertus H.L.Li (1942)
- Dendropanax cordifolius Britton (1912)
- Dendropanax crassifolius Y.F.Deng & H.Peng (2002)
- Dendropanax cuneatus (DC.) Decne. & Planch., Rev. Hort. (Paris), sér. 4 (1854)
- Dendropanax cuneifolius (C.Wright ex Griseb.) Seem. (1868)
- Dendropanax dariensis Seem. (1864)
- Dendropanax denticulatus Fiaschi (2006)
- Dendropanax dentiger (Harms) Merr. (1941)
- Dendropanax exilis (Toledo) S.L.Jung (1981 publ. 1982)
- Dendropanax fendleri Seem. (1864)
- Dendropanax filipes Britton (1914)
- Dendropanax fluminensis Fiaschi (2016)
- Dendropanax geniculatus Fiaschi (2005)
- Dendropanax glaberrimus Cuatrec. (1951)
- Dendropanax globosus M.J.Cannon & Cannon, Bull. Brit. Mus. (Nat. Hist.) (1989)
- Dendropanax gonatopodus (Donn.Sm.) A.C.Sm. (1941)
- Dendropanax gracilis C.J.Tseng & G.Hoo, Acta Phytotax. Sin. (1965)
- Dendropanax grandiflorus Britton (1912)
- Dendropanax grandis Britton (1912)
- Dendropanax hainanensis (Merr. & Chun) Chun (1940)
- Dendropanax heterophyllus (Marchal) Frodin (2003 publ. 2004)
- Dendropanax hoi C.B.Shang (1999)
- Dendropanax hondurensis M.J.Cannon & Cannon, Bull. Brit. Mus. (Nat. Hist.) (1989)
- Dendropanax inflatus H.L.Li (1942)
- Dendropanax kwangsiensis H.L.Li (1942)
- Dendropanax lancifolius (Ridl.) Ridl. (1922)
- Dendropanax langbianensis C.B.Shang, Adansonia, sér. 3 (1997)
- Dendropanax langsdorfii (Marchal) Frodin (2003 publ. 2004)
- Dendropanax larensis Steyerm., Fieldiana (1952)
- Dendropanax latilobus M.J.Cannon & Cannon, Bull. Brit. Mus. (Nat. Hist.) (1989)
- Dendropanax laurifolius (Marchal ex Urb.) R.C.Schneid. (1909)
- Dendropanax lehmannii (Harms) Harms (1942)
- Dendropanax leptopodus (Donn.Sm.) A.C.Sm. (1941)
- Dendropanax macrocarpus Cuatrec. (1946)
- Dendropanax macrophyllus Cuatrec. (1951)
- Dendropanax macropodus (Harms) Harms (1942)
- Dendropanax maingayi King, J. Asiat. Soc. Bengal, Pt. 2 (1898)
- Dendropanax marginifer (Harms) Harms (1942)
- Dendropanax maritimus M.J.Cannon & Cannon, Bull. Brit. Mus. (Nat. Hist.) (1989)
- Dendropanax monogynus (Vell.) Seem. (1865)
- Dendropanax neblinae Maguire, Steyerm. & Frodin (1984)
- Dendropanax nebulosus Fiaschi & Jung-Mend. (2006)
- Dendropanax nervosus (Urb. & Ekman) A.C.Sm. (1941)
- Dendropanax nutans (Sw.) Decne. & Planch., Rev. Hort. (Paris), sér. 4 (1854)
- Dendropanax oblanceatus Proctor, Bull. Inst. Jamaica (1967)
- Dendropanax oblongifolius Rusby (1907)
- Dendropanax oliganthus (A.C.Sm.) A.C.Sm. (1941)
- Dendropanax oligodontus Merr. & Chun (1940)
- Dendropanax pachypedunculatus Idarraga & Lowry (2015)
- Dendropanax pachypodus Cuatrec. (1951)
- Dendropanax pallidus M.J.Cannon & Cannon, Bull. Brit. Mus. (Nat. Hist.) (1989)
- Dendropanax palustris (Ducke) Harms (1942)
- Dendropanax panamensis M.J.Cannon & Cannon, Bull. Brit. Mus. (Nat. Hist.) (1989)
- Dendropanax parvifloroides C.N.Ho (1952)
- Dendropanax pendulus (Sw.) Decne. & Planch., Rev. Hort. (Paris), sér. 4 (1854)
- Dendropanax poilanei Bui, Adansonia, n.s. (1969)
- Dendropanax populifolius (Marchal) A.C.Sm. (1941)
- Dendropanax praestans Standl. (1927)
- Dendropanax productus H.L.Li (1942)
- Dendropanax proteus (Champ. ex Benth.) Benth. (1861)
- Dendropanax pruinosus (Taub.) Fiaschi & Frodin (2014)
- Dendropanax punctatus M.J.Cannon & Cannon, Bull. Brit. Mus. (Nat. Hist.) (1989)
- Dendropanax querceti Donn.Sm. (1906)
- Dendropanax ravenii M.J.Cannon & Cannon, Bull. Brit. Mus. (Nat. Hist.) (1989)
- Dendropanax resinosus (Marchal) Frodin (2003 publ. 2004)
- Dendropanax selleanus (Urb. & Ekman) A.C.Sm. (1941)
- Dendropanax sessiliflorus (Standl. & A.C.Sm.) A.C.Sm. (1941)
- Dendropanax siamensis (Craib) Merr. (1941)
- Dendropanax simplicifolius (Hoehne) Fiaschi & Frodin (2014)
- Dendropanax stellatus H.L.Li (1942)
- Dendropanax swartzii (Fawc. & Rendle) A.C.Sm. (1941)
- Dendropanax tessmannii (Harms) Harms (1942)
- Dendropanax trifidus (Thunb.) Makino ex H.Hara (1940)
- Dendropanax trilobus (Gardner) Seem. (1864)
- Dendropanax umbellatus (Ruiz & Pav.) J.F.Macbr., Publ. Field Columb. Mus. (1959)
- Dendropanax venosus Merr. (1938)
- Dendropanax weberbaueri (Harms) Harms (1942)
- Dendropanax williamsii (Harms) Harms (1942)
- Dendropanax yunnanensis C.J.Tseng & G.Hoo, Acta Phytotax. Sin. (1965)

Selon The Plant List (22 avril 2019) :
- Dendropanax alberti-smithii Nevling
- Dendropanax amorimii Fiaschi
- Dendropanax amplifolius (I.M.Johnst.) Frodin
- Dendropanax arboreus (L.) Decne. & Planch.
- Dendropanax australis Fiaschi & Jung-Mend.
- Dendropanax bahiensis Fiaschi
- Dendropanax bilocularis C.N.Ho
- Dendropanax blakeanus Britton
- Dendropanax bolivianus Gand.
- Dendropanax borneensis (Philipson) Merr.
- Dendropanax bracteatus M.J.Cannon & Cannon
- Dendropanax brasiliensis (Seem.) Frodin
- Dendropanax brevistylus Ling
- Dendropanax burmanicus Merr.
- Dendropanax caloneurus (Harms) Merr.
- Dendropanax capillaris M.J.Cannon & Cannon
- Dendropanax caucanus (Harms) Harms
- Dendropanax caudatus Fiaschi
- Dendropanax chevalieri (R.Vig.) Merr.
- Dendropanax colombianus Cuatrec.
- Dendropanax compactus Lundell
- Dendropanax confertus H.L.Li
- Dendropanax cordifolius Britton
- Dendropanax crassifolius Y.F.Deng & H.Peng
- Dendropanax cuneatus (DC.) Decne. & Planch.
- Dendropanax cuneifolius (C.Wright ex Griseb.) Seem.
- Dendropanax dariensis Seem.
- Dendropanax denticulatus Fiaschi
- Dendropanax dentiger (Harms) Merr.
- Dendropanax elongatus Britton
- Dendropanax exilis (Toledo) S.L.Jung
- Dendropanax fendleri Seem.
- Dendropanax filipes Britton
- Dendropanax geniculatus Fiaschi
- Dendropanax glaberrimus Cuatrec.
- Dendropanax globosus M.J.Cannon & Cannon
- Dendropanax gonatopodus (Donn.Sm.) A.C.Sm.
- Dendropanax gracilis C.J.Tseng & G.Hoo
- Dendropanax grandiflorus Britton
- Dendropanax grandis Britton
- Dendropanax hainanensis (Merr. & Chun) Chun
- Dendropanax heterophyllus (Marchal) Frodin
- Dendropanax hoi C.B.Shang
- Dendropanax hondurensis M.J.Cannon & Cannon
- Dendropanax inflatus H.L.Li
- Dendropanax kwangsiensis H.L.Li
- Dendropanax lancifolius (Ridl.) Ridl.
- Dendropanax langbianensis C.B.Shang
- Dendropanax langsdorfii (Marchal) Frodin
- Dendropanax larensis Steyerm.
- Dendropanax latilobus M.J.Cannon & Cannon
- Dendropanax laurifolius (Marchal ex Urb.) R.C.Schneid.
- Dendropanax lehmannii (Harms) Harms
- Dendropanax leptopodus (Donn.Sm.) A.C.Sm.
- Dendropanax macrocarpus Cuatrec.
- Dendropanax macrophyllus Cuatrec.
- Dendropanax macropodus (Harms) Harms
- Dendropanax maingayi King
- Dendropanax marginiferus (Harms) Harms
- Dendropanax maritimus M.J.Cannon & Cannon
- Dendropanax monogynus (Vell.) Seem.
- Dendropanax morbiferus H.Lév.
- Dendropanax neblinae Maguire, Steyerm. & Frodin
- Dendropanax nebulosus Fiaschi & Jung-Mend.
- Dendropanax nervosus (Urb. & Ekman) A.C.Sm.
- Dendropanax nutans (Sw.) Decne. & Planch.
- Dendropanax oblanceatus Proctor
- Dendropanax oblongifolius Rusby
- Dendropanax oliganthus (A.C.Sm.) A.C.Sm.
- Dendropanax oligodontus Merr. & Chun
- Dendropanax pachypodus Cuatrec.
- Dendropanax pallidus M.J.Cannon & Cannon
- Dendropanax palustris (Ducke) Harms
- Dendropanax panamensis M.J.Cannon & Cannon
- Dendropanax parvifloroides C.N.Ho
- Dendropanax pendulus (Sw.) Decne. & Planch.
- Dendropanax poilanei Bui
- Dendropanax populifolius (Marchal) A.C.Sm.
- Dendropanax portlandianus Proctor
- Dendropanax praestans Standl.
- Dendropanax productus H.L.Li
- Dendropanax proteus (Champ. ex Benth.) Benth.
- Dendropanax punctatus M.J.Cannon & Cannon
- Dendropanax querceti Donn.Sm.
- Dendropanax ravenii M.J.Cannon & Cannon
- Dendropanax resinosus (Marchal) Frodin
- Dendropanax selleanus (Urb. & Ekman) A.C.Sm.
- Dendropanax sessiliflorus (Standl. & A.C.Sm.) A.C.Sm.
- Dendropanax siamensis (Craib) Merr.
- Dendropanax stellatus H.L.Li
- Dendropanax swartzii (Fawc. & Rendle) A.C.Sm.
- Dendropanax tessmannii (Harms) Harms
- Dendropanax trifidus (Thunb.) Makino ex H.Hara
- Dendropanax trilobus (Gardner) Seem.
- Dendropanax umbellatus (Ruiz & Pav.) J.F.Macbr.
- Dendropanax venosus Merr.
- Dendropanax weberbaueri (Harms) Harms
- Dendropanax williamsii (Harms) Harms
- Dendropanax yunnanensis C.J.Tseng & G.Hoo

Selon Tropicos (22 avril 2019) (Attention liste brute contenant possiblement des synonymes) :
- Dendropanax acuminatissimus Merr.
- Dendropanax affinis (Marchal) Gamerro & Zuloaga
- Dendropanax alaris (Schltdl.) Decne. & Planch.
- Dendropanax alberti-smithii Nevling
- Dendropanax amamiensis (Masam.) Merr.
- Dendropanax amorimii Fiaschi
- Dendropanax amplifolius (I.M. Johnst.) Frodin
- Dendropanax angustilobus (H.H. Hu) Merr.
- Dendropanax arboreus (L.) Decne. & Planch.
- Dendropanax argenteus W. Bull ex W. Richards
- Dendropanax australis Fiaschi & Jung-Mend.
- Dendropanax bahiensis Fiaschi
- Dendropanax bilocularis C.N. Ho
- Dendropanax blakeanus Britton
- Dendropanax bolivianus Gand.
- Dendropanax borneensis (Philipson) Merr.
- Dendropanax brachypodus (Urb.) R.C. Schneid.
- Dendropanax bracteatus M.J. Cannon & Cannon
- Dendropanax brasiliensis (Seem.) Frodin
- Dendropanax brevistylus Y. Ling
- Dendropanax burmanicus Merr.
- Dendropanax caloneurus (Harms) Merr.
- Dendropanax capillaris M.J. Cannon & Cannon
- Dendropanax caucanus (Harms) Harms
- Dendropanax caudatus Fiaschi
- Dendropanax chevalieri (Vig.) Merr.
- Dendropanax colombianus Cuatrec.
- Dendropanax compactus Lundell
- Dendropanax concinnus (Standl.) Lundell
- Dendropanax confertus H.L. Li
- Dendropanax cordifolius Britton
- Dendropanax crassifolius Y.F. Deng & H. Peng
- Dendropanax cuneatus (DC.) Decne. & Planch.
- Dendropanax cuneifolius (C. Wright ex Griseb.) Seem.
- Dendropanax dariensis Seem.
- Dendropanax densiflorus Decne. & Planch.
- Dendropanax denticulatus Fiaschi
- Dendropanax dentiger (Harms) Merr.
- Dendropanax elongatus Britton
- Dendropanax exilis (Toledo) S.L. Jung
- Dendropanax fendleri Seem.
- Dendropanax ferrugineus H.L. Li
- Dendropanax ficifolius C.J. Tseng & C. Ho
- Dendropanax filipes Britton
- Dendropanax fluminensis Fiaschi
- Dendropanax geniculatus Fiaschi
- Dendropanax glaberrimus Cuatrec.
- Dendropanax globosus M.J. Cannon & Cannon
- Dendropanax gonatopodus (Donn. Sm.) A.C. Sm.
- Dendropanax gracilis C.J. Tseng & C. Ho
- Dendropanax grandiflorus Britton
- Dendropanax grandis Britton
- Dendropanax hainanensis (Merr. & Chun) Chun
- Dendropanax heterophyllus (Marchal) Frodin
- Dendropanax hoi C.B. Shang
- Dendropanax hondurensis M.J. Cannon & Cannon
- Dendropanax inaequalipedunculatus J. Wen & A. Fuentes
- Dendropanax inflatus H.L. Li
- Dendropanax insularis (Rose) R.C. Schneid.
- Dendropanax intercedens (Hand.-Mazz.) Merr.
- Dendropanax iriomotensis (Masam.) Hatus. ex Hara
- Dendropanax japonicus (Jungh.) Seem.
- Dendropanax juergenseni Seem.
- Dendropanax kwangsiensis H.L. Li
- Dendropanax lanceolatus Decne. & Planch.
- Dendropanax lancifolius (Ridl.) Ridl.
- Dendropanax langbianensis C.B.Shang
- Dendropanax langeanus (Marchal) Marchal ex Standl.
- Dendropanax langsdorfii (Marchal) Frodin
- Dendropanax larensis Steyerm.
- Dendropanax latilobus M.J. Cannon & Cannon
- Dendropanax laurifolius (Marchal ex Urb.) R.C. Schneid.
- Dendropanax lehmannii (Harms) Harms
- Dendropanax leptopodus (Donn. Sm.) A.C. Sm.
- Dendropanax listeri King
- Dendropanax macrocarpus Cuatrec.
- Dendropanax macrophyllus Cuatrec.
- Dendropanax macropodus (Harms) Harms
- Dendropanax maingayi King
- Dendropanax marginifer (Harms) Harms
- Dendropanax marginiferus (Harms) Harms
- Dendropanax maritimus M.J. Cannon & Cannon
- Dendropanax matudae (Lundell) A.C. Sm.
- Dendropanax membranaceus J. Wen & A. Fuentes
- Dendropanax monogynum (Vell.) Seem.
- Dendropanax monticola Standl.
- Dendropanax monticolus Standl.
- Dendropanax morbifer H. Lév.
- Dendropanax morbiferum H. Lév.
- Dendropanax neblinae Maguire, Steyerm. & Frodin
- Dendropanax nebulosus Fiaschi & Jung-Mend.
- Dendropanax nervosus (Urb. & Ekman) A.C. Sm.
- Dendropanax nutans (Sw.) Decne. & Planch.
- Dendropanax oblanceatus Proctor
- Dendropanax oblongifolius Rusby
- Dendropanax oliganthus (A.C. Sm.) A.C. Sm.
- Dendropanax oligodontus Merr. & Chun
- Dendropanax ovalifolius (Fawc. & Rendle) C.D. Adams
- Dendropanax ovatus (Wall. ex G. Don) Seem.
- Dendropanax pachypedunculatus Idárraga & Lowry
- Dendropanax pachypodus Cuatrec.
- Dendropanax pallidus M.J. Cannon & Cannon
- Dendropanax palustris (Ducke) Harms
- Dendropanax panamensis M.J. Cannon & Cannon
- Dendropanax parvifloroides C.N. Ho
- Dendropanax parviflorus (Champ. ex Benth.) Benth.
- Dendropanax pauciflorus Decne. & Planch.
- Dendropanax pellucidopunctatus (Hayata) Kaneh.
- Dendropanax pendulum (Sw.) Decne. & Planch.
- Dendropanax petelotii (Harms) Merr.
- Dendropanax poilanei Bui
- Dendropanax populifolius (Marchal) A.C. Sm.
- Dendropanax portlandianus Proctor
- Dendropanax praestans Standl.
- Dendropanax productus H.L. Li
- Dendropanax proteus (Champ. ex Benth.) Benth.
- Dendropanax pruinosus (Taub.) Fiaschi & Frodin
- Dendropanax punctatus M.J. Cannon & Cannon
- Dendropanax querceti Donn. Sm.
- Dendropanax ramiflorus (DC.) Seem.
- Dendropanax ravenii M.J. Cannon & Cannon
- Dendropanax resinosus (Marchal) Frodin
- Dendropanax samydifolius (C. Wright ex Griseb.) Seem.
- Dendropanax schippii (A.C. Sm.) A.C. Sm.
- Dendropanax selleanus (Urb. & Ekman) A.C. Sm.
- Dendropanax sellowianus Miq.
- Dendropanax sessiliflorus (Standl. & A.C. Sm.) A.C. Sm.
- Dendropanax siamensis (Craib) Merr.
- Dendropanax simplicifolius (Hoehne) Fiaschi & Frodin
- Dendropanax stellatus H.L. Li
- Dendropanax stenodontus (Standl.) A.C. Sm.
- Dendropanax swartzii (Fawc. & Rendle) A.C. Sm.
- Dendropanax tessmannii (Harms) Harms
- Dendropanax tomentosus Seem.
- Dendropanax trifidus (Thunb.) Makino ex Hara
- Dendropanax trilobus (Gardner) Seem.
- Dendropanax umbellatus (Ruiz & Pav.) Decne. & Planch.
- Dendropanax veillonii Steyerm.
- Dendropanax venosus Merr.
- Dendropanax weberbaueri (Harms) Harms
- Dendropanax williamsii (Harms) Harms
- Dendropanax yungasensis A. Fuentes
- Dendropanax yunnanensis C.J. Tseng & C. Ho